# Ahmed Redha Houhou

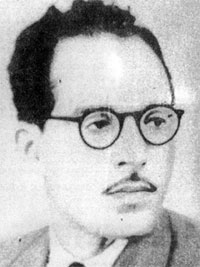
Ahmed Redha Houhou

Ahmed Redha Houhou (arabisch أحمد رضا حوحو, DMG Aḥmad Riḍā Ḥūḥū; * 1911 in Sidi Okba; † 29. März 1956 in Algier) war ein algerischer Schriftsteller.
Houhou lebte längere Zeit in Saudi-Arabien. Nach seiner Rückkehr nach Algerien arbeitete er im Bund der Ulama mit. Später wirkte er als Generaldirektor des Instituts Ben Badis. Er arbeitete als Lehrer, Schuldirektor sowie Zeitungsredakteur.
Er verfasste Novellen und übersetzte Werke der europäischen Dramatik. 1956 wurde er von der sich gegen die Unabhängigkeit Algeriens richtenden Terrororganisation La Main Rouge ermordet.

## Werke (Auswahl)
- Das Mädchen von Mekka, Novelle, 1947
- Die inspirierende Frau und andere Geschichten, Novellen, 1954
- Menschliche Typen, Novelle, 1955
- Si Zaʿrour, Erzählung, aus dem Französischen übersetzt von Renate Vogt